# Judit Mascó
Judit Mascó Palau (Barcelona, 12 de octubre de 1969) es una supermodelo y presentadora española.

## Biografía
Judit creció en una familia de clase media, hija de un director de colegio. A Judit le gustaba disfrazarse con su hermana, usando la ropa de su madre. A los 15 años, comenzó en el mundo de la moda, que compaginaba con sus estudios de piano y el instituto. Su primera oportunidad sin embargo, fue a los 13 años en un anuncio de televisión. Comenzó sus estudios de modelo en la Escuela de Modelos Francina.
Sus primeros trabajos importantes no tardaron en llegar, en pasarelas de Milán, París y Nueva York.

## Salto a la fama
En las pasarelas internacionales desfiló para diseñadores como Armani, Dolce & Gabbana, Valentino, Max Mara, Carolina Herrera, Escada, Sportmax, Byblos, Loewe o Anne Klein.
Ha trabajado en campañas publicitarias internacionales para firmas como Max Mara, Laurèl de Escada, Armand Basi, Betty Barclay, Georges Rech, Mango, Swarovski, Majestic y Palmers Lingerie y para casas de cosméticos como Vitesse, Natura Bissé (de la que fue imagen exclusiva pasados los 35 años), Clairol, Lancaster, Clarins o Timotei entre otras.
En 1990 saltó a la fama definitivamente al ser portada del especial de baño de Sports Illustrated lo que la lanzó a nivel internacional. Judit también es la única modelo española que ha aparecido en la portada de Vogue USA. Su imagen ha aparecido en portadas como Elle (en las diferentes ediciones francesa, canadiense, estadounidense, española, sueca e italiana), Harper's Bazaar, Cleo (magazine), Glamour USA, Marie Claire, Telva, Ocean Drive, New Woman o Amica. Además ha trabajado con fotógrafos importantes como Hans Feurer, Gilles Bensimon, Ellen Von Unwerth, Bruce Weber, Oliviero Toscani, Steven Meisel (del que no guarda un buen recuerdo de uno de sus trabajos para él en un cover try para Vogue USA)[cita requerida], Outumuro, Fabrizio Ferri, Albert Watson o Patrick Demarchelier entre otros.
Fue elegida como imagen de Barcelona en los Juegos Olímpicos de 1992, algo que hizo que su cara fuera conocida en todo el mundo.
Pese a abandonar las pasarelas internacionales en 1995 se convirtió en una fija de la Pasarela Cibeles en Madrid y la Pasarela Gaudí en Barcelona.

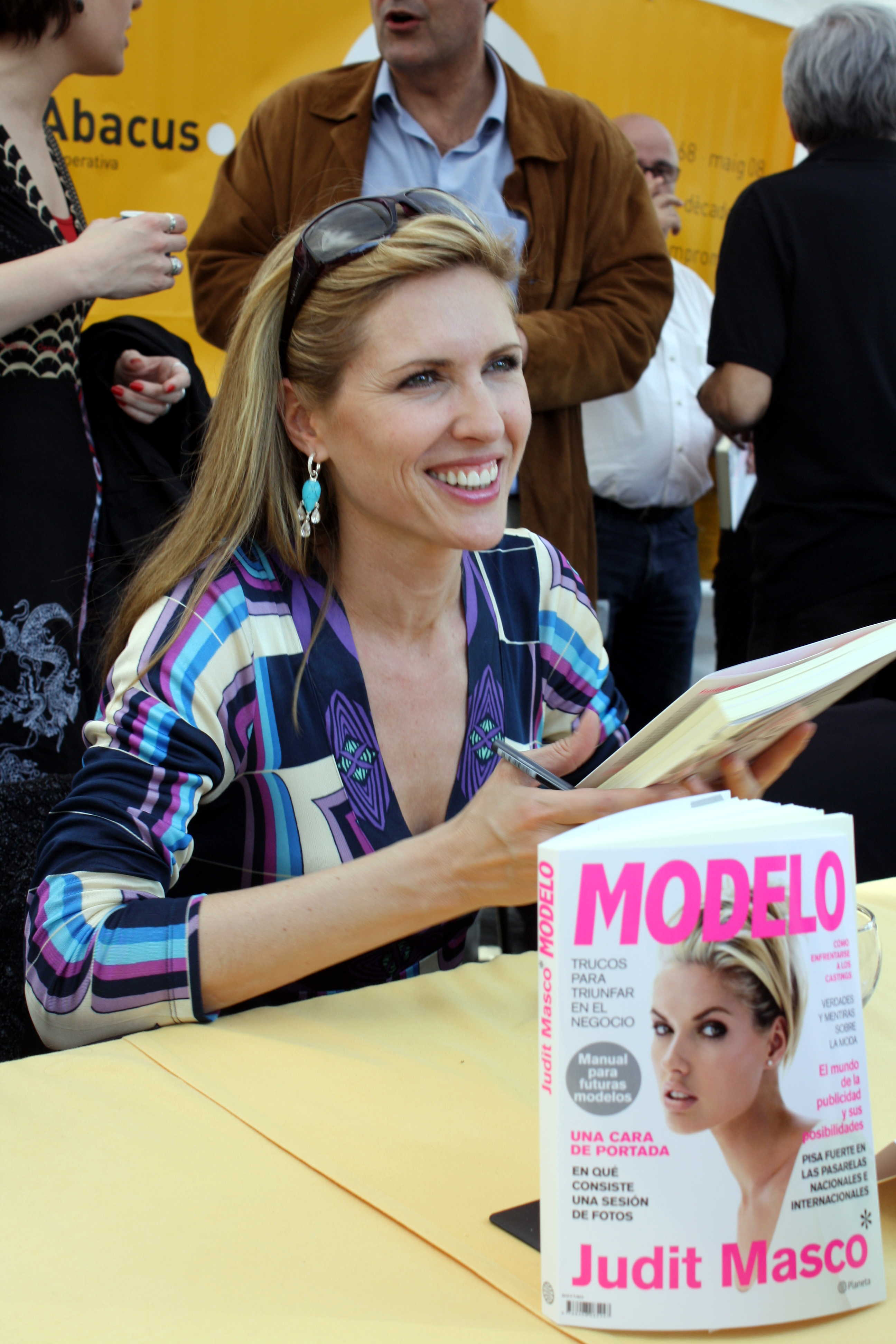
Mascó en 2009 firmando ejemplares de su último libro

## Carrera profesional
Judit ha hecho pequeños papeles para el cine en películas como El largo invierno o Después del sueño. También le propusieron el papel protagonista de Un paseo por las nubes junto a Keanu Reeves, pero lo rechazó por el volumen de trabajo que tenía en ese momento. En su libro El libro de Judit Mascó también desvela que le llegaron a proponer ser chica Bond.
Se casó con el abogado Eduardo Vicente en 1993 y tiene cuatro hijas: Maria, Paula, Romitha y Clara.
Judit sigue haciendo campañas de publicidad, y ha presentado los concursos Supermodelo 2006, Supermodelo 2007, en el canal CUATRO y Els 25 en TV3, así como numerosas participaciones en diversos programas de la cadena autonómica. Actualmente presenta el programa Actívate en la 2 de TVE. Ha publicado dos libros: El libro de Judit Mascó y Modelo. Sigue apareciendo en portadas y editoriales de moda para revistas españolas como Elle o Marie Claire liderando el grupo de top models españolas de los 90 que se mantiene en activo.
En otoño del 2009 reapareció en la Pasarela Cibeles en Madrid en el homenaje al diseñador Elio Berhanyer. A finales del mismo año se convirtió en la imagen de la firma de cosméticos Olay y en 2010 fue elegida por Ferrero Rocher para protagonizar su popular campaña publicitaria. En noviembre de 2013, a los 44 años, pasó a formar parte de la nómina de 'celebrities' que trabajan para L’Oréal.

## Colaboración humanitaria
Ha colaborado como voluntaria anónima o prestando su imagen pública con la Madre Teresa de Calcuta, con Vicente Ferrer, la Asociación de Donantes de Riñón Españoles, Amics de la Gent Gran y la Caravana Solidaria al África Occidental entre otros. 
En 2000 viajó a Florida para entrevistarse con el ciudadano español Joaquín José Martínez, en esos momentos preso en el corredor de la muerte, para alertar a los medios de comunicación de una sentencia de muerte injusta por dos asesinatos que no cometió, en una campaña de presión ejercida desde España que ayudó a que el Tribunal Supremo de Florida aceptase la anulación del juicio condenatorio y se celebrase un nuevo juicio en el que fue absuelto de todos los cargos. La modelo y presentadora también es miembro del Patronato de la Fundación ARED, la asociación de reinserción de mujeres y miembro del consejo asesor de Oxfam Intermón. Es presidenta del Festival de la infancia y de la juventud, que se celebra en la Feria de Barcelona. Judit Mascó también ha colaborado con las fundaciones Invest for children y Theodora en la cena benéfica "2 ciudades unidas por 1 sonrisa", como presentadora del evento junto a Santi Millán (en Barcelona) y Laura Sánchez y Antonio Garrido (en Madrid).

## Premios
Judit recibió en 2003 el "Premio a la Mujer del Año" que le concedió la revista Elle.
En 2009 le concedieron el premio Protagonistas a su labor filantrópica.